# 黑澤爾頓 (印地安納州)
黑澤爾頓（英語：Hazleton）是一個位於美國印地安納州吉布森縣的城鎮。

## 人口
根據2010年美國人口普查的數據，黑澤爾頓的面積為0.86平方千米，當中陸地面積為0.86平方千米，而水域面積為0.00平方千米。當地共有人口1577人，而人口密度為每平方千米1,834人。